# أشرف أبو الحسن
أشرف أبو الحسن (مواليد 17 مايو 1975) هو لاعب كرة طائرة مصري يلعب في نادي الزمالك، شارك مع منتخب مصر في أولمبياد سيدني 2000 حيث أحتل المنتخب المركز ال11.

## روابط خارجية
- أشرف أبو الحسن على موقع عالم الكرة الطائرة (الإنجليزية)
- أشرف أبو الحسن على موقع أوليمبيديا (الإنجليزية)